# Piedrafita de Babia
Piedrafita de Babia es una localidad española perteneciente al municipio de Cabrillanes (tradicionalmente concejo de Babia Alta, de Arriba, o de Suso) en la comarca de Babia, provincia de León.

## Geografía

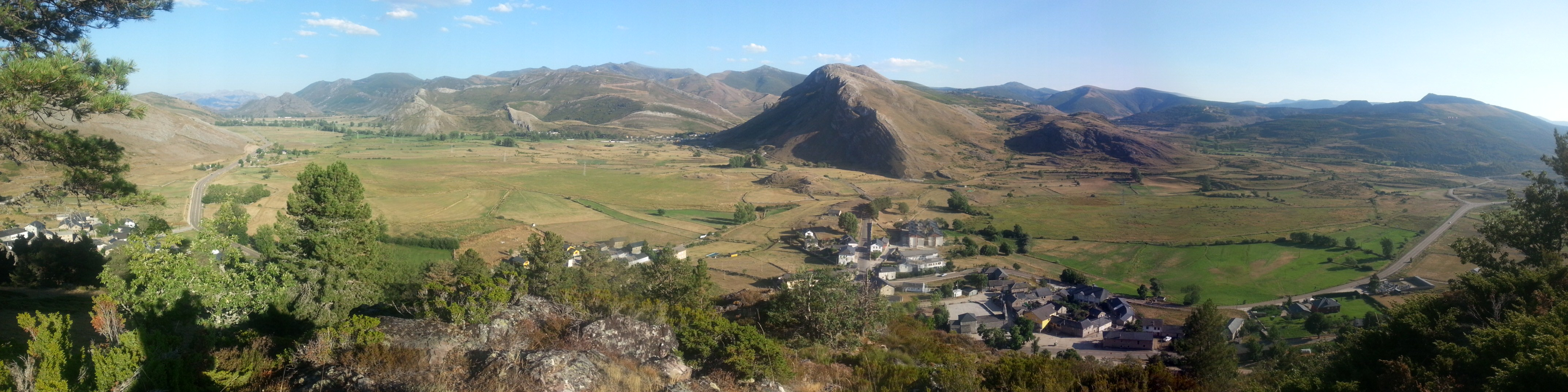
Vista panorámica de Piedrafita y su entorno

Se encuentra situado en la parte occidental leonesa de la Cordillera Cantábrica. Se halla coronando un pequeño puerto a una cota de 1.270 metros de altitud, en la cabecera del valle fluvial abierto y de formas suaves del río Luna. Rodeada por otros valles que confluyen en éste, más cerrados y agrestes, con formaciones rocosas accidentadas de morfología glaciar y cárstica. Ejemplo de esto, Peña Larga (1735m), visible desde el pueblo. 
Situado en una bifurcación: un camino hacia el norte, al Puerto de Somiedo, y otro hacia el oeste, bajando al valle del Sil, por Carrasconte. Este último, ha servido siempre para comunicar el norte de la provincia de León con El Bierzo y Galicia, por lo que también se considera como uno de los ramales norte del Camino de Santiago. 
El pueblo esta a los pies del monte Carceu, con un pinar repoblado y rodeado de pastizales de siega y diente. Forma parte de la reserva de la biosfera de Babia (Elemento de la RB Gran Cantábrica).

## Toponimia
El origen de fitu “mojón” tiene un antecedente en los participios latinos de fingere "fijar, insertar"
Fitu o fita se mantuvo en algunos casos como adjetivo en una composición de dos palabras. Así Piedrafita sería “piedra clavada” o  “mojón”. 
Estos topónimos aluden a límites entre pueblos prerromanos o a mojón para cañadas, caminos o deslindes entre terrenos.

## Historia
En el siglo XIV se levantaron por toda la montaña babiana torres de carácter defensivo, de vigilancia, y de enlace. Algunas fueron habitadas, formando parte de un conjunto mayor con un pequeño muro defensivo y dominando las vías pecuarias a los pastos de verano del Concejo de la Mesta.
En Piedrafita, hubo una fortificación situada en un campo próximo a la actual iglesia parroquial de Santa María Magdalena. Tenía planta rectangular 7 x 5 metros , y muros de mampostería con argamasa de cal y huecos en sillería. Fue casa-fuerte del Condado de Luna (Castilla), adquirida por Diego Fernández de Quiñones II, primer conde de Luna, en 1466 al Señorío de Alcedo.  
El torreón pertenecía a la red de fortificaciones de Babia, Luna, Omaña, y Laciana creada por los Quiñones, cuyo objetivo era tener en su mano la dominación política, jurídica, fiscal y económica del señorío. Esta torre guardaba el paso hacia Somiedo y Laciana. Algunos autores la suponen como parte integrante del castillo más alto de Babia de Suso, perteneciente en algún tiempo a la orden de los Caballeros Templarios y utilizada también en la primera guerra civil castellana, o incluso perteneciente al Vizcondado de Quintanilla de Flórez, o como almacén de grano de los monjes cartujos del Monasterio de Santa María de El Paular.  La estructura fue desmantelada por completo a mediados del siglo XX para aprovechar su piedra.
Alrededor de su castillo se celebraban las ferias de ganados y aperos de labranza.
La feria fue referente en la comarca, y se celebraba, hasta épocas recientes, dos veces al año, el 30 de junio y el 10 de septiembre. Las fiestas patronales son el 22 de julio, día de Santa Magdalena.

## Población
La evolución demográfica en la segunda mitad del siglo XX ha sido negativa. La emigración contemporánea se ha dirigido principalmente a otras comarcas con espacios industriales, como La Robla y Laciana, y las cuencas mineras asturianas. A pesar de ello, Piedrafita es todavía uno de los principales núcleos de población de la comarca.
| 2000 | 2001 | 2002 | 2003 | 2004 | 2005 | 2006 | 2007 | 2008 | 2009 | 2010 | 2011 | 2013 |
| ---- | ---- | ---- | ---- | ---- | ---- | ---- | ---- | ---- | ---- | ---- | ---- | ---- |
| 341  | 338  | 332  | 315  | 295  | 289  | 267  | 265  | 242  | 234  | 227  | 220  | 204  |

## Clima
Las temperaturas medias varían entre los 18 °C en el mes más cálido y 1 °C en el mes más frío. 
Las precipitaciones se reparten a lo largo del año con máximos en diciembre y mínimas en julio. Las precipitaciones medias oscilan entre los 938 mm. y 1.500 mm., disminuyendo gradualmente con la altitud; las precipitaciones de nieve son importantes en invierno.

## Puntos de interés
- Iglesia parroquial de Santa María Magdalena.

Templo que se ubica en una explanada conocida como “El Campo”, en frente del 
desaparecido castillo. Posiblemente la construcción actual es el resultado de la reforma y ampliación sufrida por la primigenia ermita 
que existía en el lugar y que casi con seguridad se circunscribía a la zona del presbiterio. 
El campanario actual es el resultado de la remodelación sufrida en 1859. Sobre 1876, se situaría la ejecución del pórtico existente, ya que el primitivo del que ya se hablaba en 1773, presumiblemente abierto y de estructura de madera, fue demolido. Todas las reformas que este sufre a posteriori se situarían ya en el siglo XX.
- Ermita del Carmen o Ntra. Sra. del Rosario de Piedrafita de Babia.

La ermita del Carmen se sitúa en el corazón del barrio más antiguo del pueblo, en una empinada plaza; la plaza del Carmen. Esta ermita nace posiblemente por devoción popular, llamándose ermita del Rosario en un principio y pasando a tomar el nombre de Ntra. Sra. del Carmen en el título de adjudicación de 1817.
- Pinar con merendero

## Economía
- La ganadería ha sido la actividad principal y tradicional, en fuerte declive durante el siglo pasado. Su perspectiva trashumante ha quedado en algo testimonial.[13]
- La explotación minera del carbón suponía una actividad económica importante. Actualmente en decadencia, esta en plena restructuración.[14]
- El turismo rural.[15]

## Rutas
Rutas de bicicleta de montaña (se puede realizar también senderismo en muchos tramos de éstas)    :
- BTT  Piedrafita - Somiedo
- BTT  Piedrafita - Somiedo - La Cueta - Piedrafita
- BTT  Piedrafita - La Cueta - Somiedo - Piedrafita
- BTT  Piedrafita - Mena - Huergas - Riolago - Villasecino - La Majua - Torre de Babia - Piedrafita
- BTT  Piedrafita - San Emiliano - Torrestío - La Farrapón
- BTT  Piedrafita - Braña de Robles - Piedrafita
- BTT  Piedrafita - Villasecino - Piedrafita
- BTT  Pueblos de Babia
- Ruta BTT La plaza-Piedrafita Babia (Ruta Sidra, tramo 2)
- Ruta BTT Piedrafita - San Emiliano (Ruta Sidra, tramo 3)